# Soujaltjärnen
Soujaltjärnen är en sjö i Storumans kommun i Lappland och ingår i Umeälvens huvudavrinningsområde. Sjön har en area på 0,152 kvadratkilometer och ligger 765,2 meter över havet. Soujaltjärnen ligger i Vindelfjällen Natura 2000-område.

## Delavrinningsområde
Soujaltjärnen ingår i det delavrinningsområde (728472-151548) som SMHI kallar för Inloppet i Dulkajaure. Medelhöjden är 769 meter över havet och ytan är 15,67 kvadratkilometer. Det finns inga avrinningsområden uppströms utan avrinningsområdet är högsta punkten. Vattendraget som avvattnar avrinningsområdet har biflödesordning 3, vilket innebär att vattnet flödar genom totalt 3 vattendrag innan det når havet efter 350 kilometer. Avrinningsområdet består mestadels av skog (65 procent) och kalfjäll (30 procent). Avrinningsområdet har 0,3 kvadratkilometer vattenytor vilket ger det en sjöprocent på 1,9 procent.